# Billy il mancino
Billy il mancino (Son of Billy the Kid) è un film del 1949 diretto da Ray Taylor.
È un western statunitense con Lash La Rue, Al St. John e June Carr.

## Produzione
Il film, diretto da Ray Taylor su una sceneggiatura di Ron Ormond e Ira Webb, fu prodotto dallo stesso Ormond per la Western Adventures Productions e girato, per gli esterni, nell'Iverson Ranch a Chatsworth, Los Angeles, California, dall'inizio di ottobre 1948.

## Distribuzione
Il film fu distribuito con il titolo Son of Billy the Kid negli Stati Uniti dal 2 aprile 1949 al cinema dalla Screen Guild Productions.
Altre distribuzioni:
- in Germania Ovest nel 1954 (Lassy La Roc, der Mann der Peitsche, 3. Teil - Der Rächer von Mexico)
- in Danimarca il 3 dicembre 1967 (Fuzzy og Billy the Kids søn)
- in Italia (Billy il mancino)
- negli Stati Uniti (The Hole in the Wall Gang)

## Promozione
Le tagline sono:
- What Happened To The West's Most Feared Outlaw?
- What really happened to Billy the Kid?
- DEAD Or ALIVE... He Rode The Plains Of The Untamed West!